# 塚田恵美子
塚田 恵美子（つかだ えみこ、1949年8月13日 - ）は、日本の女性声優。神奈川県出身。フリー。

## 来歴
京浜女子商業高等学校（現：白鵬女子高等学校）卒業。
以前はテレビタレントセンター、江崎プロダクション、ぷろだくしょんバオバブ、プロダクション・エム・スリーに所属していた。
『サザエさん』にて、1978年から2013年12月1日の放送分まで波野タイコ役を長らく担当しており、堀川くんやカツオの同級生の西原卓磨役も兼任で担当していた。降板後は小林さやかに引き継がれた。

## 人物
趣味・特技は日本舞踊、義太夫。

## 出演
太字はメインキャラクター。

### テレビアニメ
1972年
- 科学忍者隊ガッチャマン（ジュリア、ルミ）

1973年
- 新造人間キャシャーン（上月ルナ）

1977年
- 元祖天才バカボン

1979年
- サザエさん（1978年 - 2013年、波野タイコ〈3代目〉、西原卓磨〈2代目〉、堀川〈3代目〉、アナゴ夫人〈初代〉）
- ドラえもん（テレビ朝日版第1期）（女優）

1980年
- 怪物くん
- ずっこけナイトドンデラマンチャ（王妃）

1981年
- 忍者ハットリくん（夢子の母）

1982年
- 魔法のプリンセス ミンキーモモ（1982年 - 1991年、フェナリナーサ王妃） - 2シリーズ

1983年
- タイムスリップ10000年プライム・ローズ（エミヤの母）
- 特装機兵ドルバック（フランソワ）
- 魔法の天使クリィミーマミ

1984年
- OKAWARI-BOY スターザンS（マーメイの母）

1985年
- おねがい!サミアどん
- オバケのQ太郎（第3作）（大原節子）

1986年
- うる星やつら（望の母）

1987年
- エスパー魔美（奥さん）
- シティーハンター（客）

### OVA
- 魔法のプリンセス ミンキーモモ 夢の中の輪舞（1985年、王妃様）

### 劇場アニメ
- 機動戦士ガンダムIII めぐりあい宇宙編（1981年、ゼナ）
- ドラえもん のび太の宇宙開拓史（1981年、ロップルの母）
- 土俵の鬼たち（1994年）

### ゲーム
- タツノコファイト（2000年、上月ルナ）

### 吹き替え

#### 映画
- 悪魔の性・全裸美女惨殺の謎（ウェンディ）
- 雨に唄えば ※フジテレビ版
- 雨のパスポート（ビクトリア）
- 1941 ※TBS版
- 失われた世界（インディオ）※フジテレビ版
- 運命の逆転（サラ〈アナベラ・シオラ〉）
- 狼の館（ヒービー）
- 海底世界一周 ※フジテレビ版
- がんばれ!ベアーズ ※テレビ朝日版
- ガンマン無頼 ※NETテレビ版
- キャノンボール ※フジテレビ版
- キャノンボール2（ベッドの女性）
- ゲッタウェイ ※テレビ朝日旧版
- 黒衣の花嫁
- ザ・パッケージ/暴かれた陰謀
- サンタモニカの週末
- 地獄の戦線 ※東京12ch版
- ジャッキー・チェンの飛龍神拳
- 出獄（ローラ・マクニール）
- 新・明日に向って撃て!
- 新・夕陽のガンマン/復讐の旅（ビルの姉）
- セルピコ ※テレビ朝日版
- 1900年
- 戦場にかける橋 ※フジテレビ版
- ダーティファイター 燃えよ鉄拳
- 大空港 ※テレビ朝日版
- ダイ・ハード（オペレーター）※フジテレビ版
- ダイ・ハード2（スチュワーデス2）※フジテレビ版
- ダブルボーダー
- 探偵物語 ※フジテレビ版
- 弾丸を噛め ※テレビ朝日版
- ダンディー少佐 ※フジテレビ版
- 地下室のメロディー（ブリジット）
- チャイナタウン
- 超音速ヒーロー ザ・フラッシュ（モニカ）※日本テレビ版
- テレフォン（少年1）
- ドクター・コネリー/キッドブラザー作戦
- 特攻警察（ルイザ）
- ネバーセイ・ネバーアゲイン（パトリシア、ニコル）※フジテレビ版
- ネバダ・スミス（ニーサ〈ジャネット・マーゴリン〉）※フジテレビ版
- ハスラー ※フジテレビ版
- バラキ ※NETテレビ版
- ファイヤークリークの決斗 ※テレビ朝日版
- フレンチ・コネクション（アンジー・ボカ）
- ホーム・アローン（ドラッグストア店員、スチュワーデス、女友達）※フジテレビ版
- マシンガン・パニック
- マッドストーン（ノーパン）※TBS版
- 真昼の死闘 ※NETテレビ版
- 水着の女王 ※東京12ch旧版
- ミスター・ノーボディ ※テレビ朝日版
- 夕陽よ急げ
- 予期せぬ出来事（ミリアム・マーシャル）※東京12ch版
- ラスト・シューティスト ※テレビ朝日版
- 龍拳（チュウピン）※ソフト版

#### ドラマ
- 刑事コロンボ もう一つの鍵（ブティックの女性） ※“塚田えみ子”と表記

### ナレーション
- 肝っ玉かあさん

### テレビドラマ
- 時にはいっしょに（1986年）